# エルメンテイタ湖
座標: 南緯0度27分 東経36度15分 / 南緯0.450度 東経36.250度
エルメンテイタ湖（エルメンテイタこ、英語: Lake ElmenteitaまたはEl-Menteita）はケニア、リフトバレー州ナクル県にある強アルカリ塩湖である。別スペルでエレメンタイタ湖（Lake Elementaita）とも呼ばれる。グレート・リフト・ヴァレーの東リフト・ヴァレーにあり、首都ナイロビから約100 km北西にあたる。エルメンテイタはマサイ語で「埃の場所」を意味するmuteitaに由来し、特に1月と3月のこの地域の乾燥して埃っぽい特質からの呼び名である。ギルギルの町が湖の近くにある。湖一帯は世界遺産「大地溝帯にあるケニアの湖沼群」の一部となっている。

## 地理

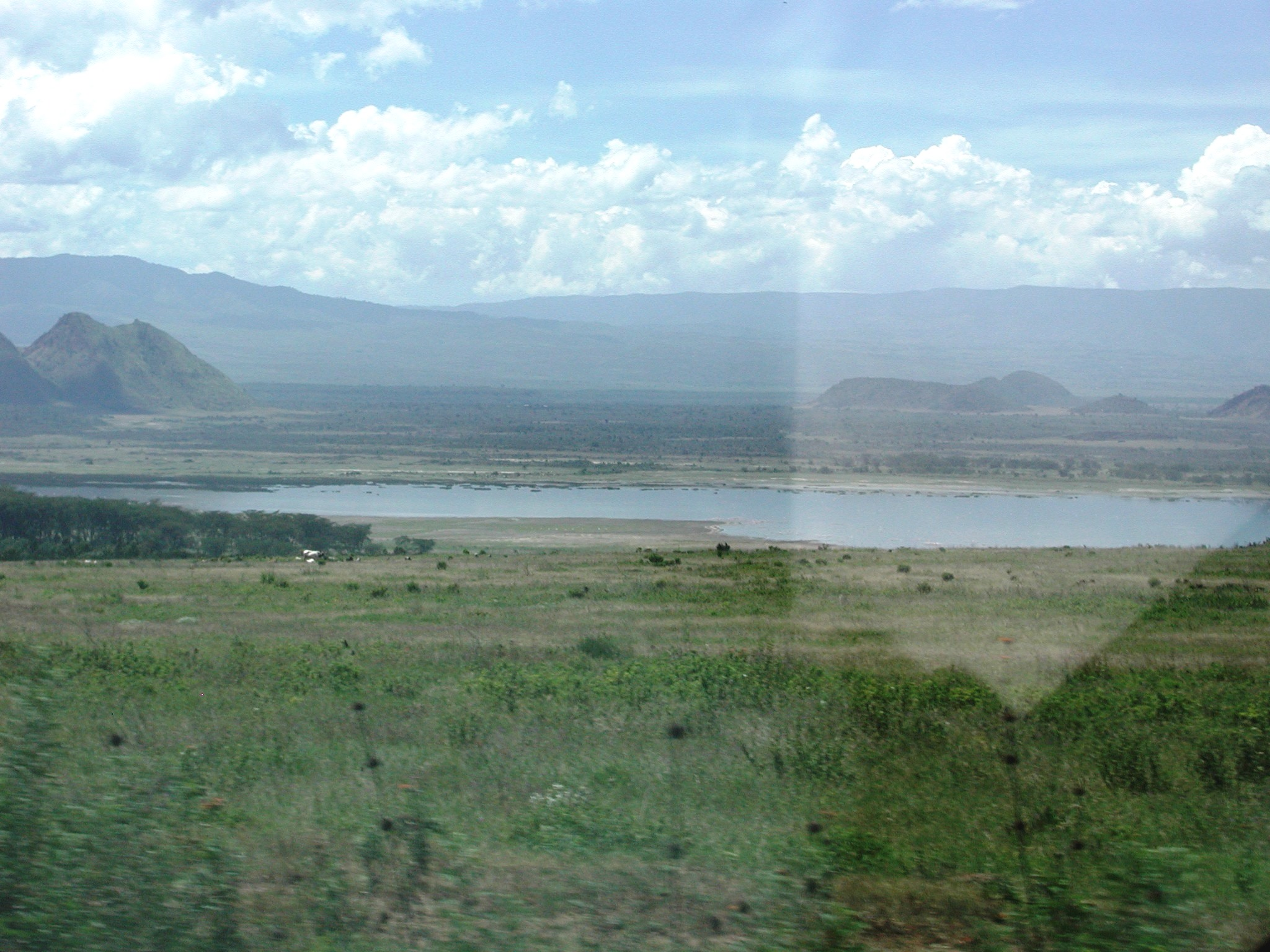
ナイロビ-ナクル高速道路からのエルメンテイタ湖

東リフト・ヴァレーに南北に連なる湖の中で、エルメンテイタはナイヴァシャ湖とナクル湖のあいだに位置する。湖の周囲には、北にメネンガイクレーター、南にオルドイニョ・エブルル、西にマウ・エスカープメントの断崖、東にキナンゴップ高原とアバーディア火山体（アバーディア山脈）がある。590 km2の広さの集水域しかなく、この地域は降雨量も少ない。流出河川はない。湖の南にあるエルメンテイタ・バッドランドは、壮観な風景の頂上群を含む茂みに覆われた溶岩流である。
ナイロビ-ナクル間の高速道路が近くの断崖に沿って通っており、ドライバーは湖の壮観な景色を見ることができる。湖の南端には「ケコペイ」熱水泉があり、そこでティラピア・グラハミイ（Tilapia grahamii）が繁殖する。湖に浴することはとても一般的で、地元のマサイ族はそれでエイズが治ると主張している。近くのヨシ原はゴイサギなどの餌場となっている。

## 歴史
エルメンテイタ湖地域に最初の白人が移住してきたのは、デラメア卿（1879-1931）が湖の西側に190 km2の牧場、ソイサンブ（Soysambu）を設立したときである。デラメアは湖に最も近い土地を彼の義理の弟、ガルブレイス・ローリー・エジャートン・コール（1881-1929）に贈った。彼の「ケコペイ牧場」（Kekopey）は今日ではレイク・エレメンテータ・ロッジとして保存されていて、彼の墓がある。
近くのソイサンブの土地は今でもデラメア卿の子孫によって占められていて、その中には殺人事件の容疑者であるトーマス・P・G・チョルモンデリーもいる。彼はソイサンブ保護区を設定する手助けをしている。この保護区は湖岸線の2/3をカバーし、12000以上の野生動物の棲息地である。
エルメンテイタ湖は2005年9月からラムサール条約登録地である。

## 生態系
湖には珪藻と藍藻のスピルリナの1種のArthrospira platensisが生息している。
400種以上の鳥類がナクル湖/エルメンテイタ湖盆地で記録されている。エルメンテイタにはオオフラミンゴとコフラミンゴが訪れ、それぞれ湖の甲殻類および昆虫の幼虫と藍藻類を食べる。1962年にマガディ湖からティラピアが導入され、それ以来フラミンゴの個体数はかなり減少している。ティラピアは多くの魚食性鳥類を引き寄せ、それらはフラミンゴの卵と雛をも食べる。以前エルメンテイタで繁殖していた100万羽以上の鳥類が今ではタンザニアのナトロン湖へと避難していると言われている。また、モモイロペリカンの繁殖地でもある。
湖岸の草はシマウマ、ガゼル、エランドおよびイボイノシシの仲間によって食べられている。
湖は普段は非常に浅く（水深＜1 m）乾季のあいだはトロナで覆われた干潟によって縁取られる。更新世後期と完新世前期のあいだ、エルメンテイタ湖は今より拡大していたナクル湖と一体となり、はるかに大きな希釈湖を形成していた。かつてのつながった湖の残存は、かつての湖岸を含む、湖盆地の周りの様々な場所に堆積物として保存されている。

## 古人類
エルメンテイタ湖の東岸から約2 kmの地点には東アフリカで最初に発見された前期旧石器時代の遺跡の一つであるカリアンドゥシ先史期遺跡がある。カリアンドゥシは1928年にルイス・リーキーによって発見された遺跡で、多数の個体の骨格、アシュール型のハンドアックスとクリーヴァーを含む石器が見つかっている。この遺跡はK-Ar年代測定法により、70-100万年前のものであることが知られている。現在、カリアンドゥシには小さな博物館がある。
ルイス・リーキーは1927年からエルメンテイタ地域を調査していて、彼を湖の近くのGamble's Caveと呼ばれる遺跡に招いたのが一人目の妻となるヘンリエッタ・ウィルフリーダ・アヴァーンである。